# Willie Aames
Willie Aames, de son vrai nom Albert William Upton (né le 15 juillet 1960 à Newport Beach, en Californie) est un acteur, réalisateur pour le cinéma et la télévision, producteur de télévision et scénariste américain. Il est principalement connu pour son rôle de Tommy Bradford dans la série télé Huit, ça suffit !.

## Biographie

### Enfance
Albert William Upton, qui s'est toujours fait appeler Willie, est scolarisé à Huntington Beach, en Californie. Il participe à des ateliers de théâtre et se distingue très tôt par son physique et son talent. Une enseignante suggère à ses parents de l'orienter vers une carrière d'acteur. Ceux-ci sont d'abord réticents alors que l'enfant est enthousiaste. Ils se donnent un délai de trois semaines pour tenter l'expérience, avant d'arrêter en cas d'échec, et Willie décroche son premier contrat dans une publicité au bout de la troisième semaine.

### Carrière
Lorsqu'il commence sa carrière d'enfant acteur à l'âge de sept ans, le nom de Willie Upton est déjà pris dans la Screen Actors Guild, ce qui le contraint à choisir un pseudonyme. Il dira plus tard avoir créé le nom de Aames, débutant par un double « a », afin d'être sûr qu'il figure tout en haut de l'affiche.
Il apparaît dans des séries pour la télévision telles que Gunsmoke, Le Monde merveilleux de Disney, Adam-12 et The Courtship of Eddie's Father. En 1971, il incarne Leonard Unger, le fils de Felix Unger (interprété par Tony Randall), dans la série télé The Odd Couple (Le Couple Atypique) sur ABC, rôle qui sera repris par la suite par Leif Garrett. L'année suivante, il prête sa voix au personnage de Jamie Boyle dans le dessin animé Wait Till Your Father Gets Home (Attends que ton Père rentre à la Maison).
Il enchaîne avec un rôle dans La Famille des collines. En 1974, il incarne un Benjamin Franklin âgé de douze ans dans la mini-série du même nom. L'année suivante, il joue dans la série Les Robinson suisses. En 1977, il décroche le rôle qui le rendra célèbre, celui de Tommy Bradford dans la série télévisée Huit, ça suffit !.
Parallèlement à sa carrière d'acteur, Willie Aames forme le groupe de rock « Paradise » dans lequel il chante et joue de la guitare. Le groupe signe un contrat avec CBS Custom Label. S'offre à lui le choix de devenir une idole des jeunes, avec de très lucratives opportunités de bénéfices. Il préfère à ces perspectives à court terme, la durabilité de sa carrière d'acteur.
Willie Aames apparaît pendant ces années dans son premier rôle au cinéma dans Scavenger Hunt. Après l'arrêt de la série Huit, ça suffit ! en 1981, il continue de jouer dans des films tels que Zapped! où il donne la réplique à Scott Baio, et Paradis, avec Phoebe Cates.
Avant d’interpréter le rôle de Buddy Lembeck dans Charles s'en charge en 1984, Willie Aames incarne Robbie Hamlin dans le soap opera The Edge of Night sur ABC. De 1983 à 1985, il prête sa voix au personnage de Hank dans le dessin animé Le Sourire du dragon, aux côtés d'Adam Rich, son partenaire dans la série Huit, Ça Suffit !. Après l'arrêt de Charles s'en charge en 1990, Willie Aames anime le jeu télévisé The Krypton Factor.
Willie Aames crée le rôle du super-héros chrétien Miles Peterson / Bibleman, dans le vidéofilm Bibleman (Homme de Bible) de 1995 à 2003, avant de céder la place à Robert T. Schlipp pour se retirer et consacrer plus de temps à sa famille.

### Vie privée
Willie Aames a été marié trois fois. Il épouse Vicki Weatherman en 1979, avec qui il a un fils prénommé Christopher. Il épouse en secondes noces Maylo McCaslin en 1986 avec qui il a une fille prénommée Harleigh Jean. Il est actuellement marié à Winnie Hung.
Willie Aames a connu la dépendance à l'alcool et la drogue pendant de nombreuses années.

## Filmographie
| Année      | Film                                      | Rôle                              | Notes                                               |
| ---------- | ----------------------------------------- | --------------------------------- | --------------------------------------------------- |
| 1971       | The Odd Couple                            | Leonard                           | Épisode : « Win One for Felix »                     |
| 1971–1972  | The Courtship of Eddie's Father           | Harold O'Brien                    | 4 épisodes                                          |
| 1971–1972  | Doctor Dan                                | Adam Morgan                       | Pilote                                              |
| 1971, 1973 | Gunsmoke                                  | Tom / Andy                        | 2 épisodes                                          |
| 1971, 1974 | Adam-12                                   | Jeune garçon / Billy Ray          | 2 épisodes                                          |
| 1971–1975  | Medical Center                            | Eric / Jeff                       | 3 épisodes                                          |
| 1972       | Cannon                                    | Macklin Boy                       | Épisode : « Attaque aérienne » saison 1, épisode 23 |
| 1972–1974  | Wait Till Your Father Gets Home           | Jamie Boyle (voice)               | 38 épisodes                                         |
| 1973       | Adam's Rib                                | Garçon                            | Épisode : « Katey at the Bat »                      |
| 1973       | Frankenstein                              | William Frankenstein              | Mini-série                                          |
| 1974       | Benjamin Franklin                         | Benjamin Franklin (âgé de 12 ans) | Mini-série, épisode: « The Whirlwind »              |
| 1974       | Le Monde merveilleux de Disney            | Jeff Peterson                     | Épisode : « Runaway on the Rogue River »            |
| 1975       | La Famille des collines                   | Danny Comley                      | Épisode : « The Beguiled » saison 3, épisode 17     |
| 1975       | We'll Get By                              | Kenny Platt                       | 12 épisodes                                         |
| 1975–1976  | Les Robinson suisses                      | Fred Robinson                     | 20 épisodes                                         |
| 1976       | Les Héritiers                             | Wesley Jordache jeune             | Mini-série, épisode: « Chapitre Ier »               |
| 1976–1977  | Family                                    | T.J. Latimer                      | 6 épisodes                                          |
| 1977       | La Petite Maison dans la prairie          | Serge                             | Épisode : « Le Petit Indien » saison 3, épisode 15  |
| 1977–1981  | Huit, ça suffit !                         | Tommy Bradford                    | 111 épisodes                                        |
| 1982       | La croisière s'amuse                      | Danny                             | Épisode : « Le neveu du docteur »                   |
| 1983       | The Edge of Night                         | Robbie Hamlin                     | Épisodes inconnus                                   |
| 1983–1985  | Le Sourire du dragon                      | Hank the Ranger (voix)            | 27 épisodes                                         |
| 1984–1990  | Charles s'en charge                       | Buddy Lembeck                     | 126 épisodes                                        |
| 1986       | Blacke's Magic                            | Eric Wilson                       | Épisode : « The Revenge of the Esperanza »          |
| 1987       | Huit, ça suffit ! : Réunion de famille    | Tommy Bradford                    | Film                                                |
| 1989       | Huit, ça suffit ! : Mariage               | Tommy Bradford                    | Film                                                |
| 1995–2003  | Bibleman                                  | Miles Peterson / Bibleman         | 23 épisodes                                         |
| 2005       | Celebrity Fit Club - Saison 2             | Son propre rôle                   | 8 épisodes                                          |
| 2006       | Bugtime Adventures                        | Narrateur                         | 13 épisodes                                         |
| 2008       | Celebrity Fit Club - Saison 8 (Boot Camp) | Son propre rôle                   | 8 épisodes                                          |
| 2017       | Date My Dad                               | Principal Reed                    | 2 épisodes                                          |

| Année | Film                          | Rôle           | Notes                                  |
| ----- | ----------------------------- | -------------- | -------------------------------------- |
| 1979  | Scavenger Hunt                | Kenny Stevens  |                                        |
| 1982  | Paradis                       | David          |                                        |
| 1982  | Zapped!                       | Peyton Nichols |                                        |
| 1984  | Macchina per uccidere 2       | Tony           | Autre titre : Killing Machine          |
| 1985  | Amazonia : La Jungle blanche  | Tommy Allo     | Autre titre : Amazon: Savage Adventure |
| 2003  | The Missy Files               | —              | réalisateur, concepteur                |
| 2015  | Coup de foudre à Harvest Moon | William Stone  |                                        |
| 2016  | Every Christmas Has A Story   | Vernon Hollis  | Hallmark movie                         |